# یواس‌اس ییل (۱۸۸۸)
یواس‌اس ییل (۱۸۸۸) (به انگلیسی: USS Yale (1888)) یک کشتی بود که طول آن ۵۶۰ فوت (۱۷۰ متر) بود. این کشتی در سال ۱۸۸۸ ساخته شد.